# HSwMS Orion (A201)
HSwMS Orion (A201) je brod za prikupljanje obavještajnih podataka švedske mornarice.
HSwMS Orion porinut je 1984. Izgrađen je uz veliku potporu Agencije za nacionalnu sigurnost Sjedinjenih Država. U studenom 1985. sovjetski minolovac udario je HSwMS Orion nakon što se previše približio sovjetskoj pomorskoj vježbi. Godine 1998. Orion je primio lažnu prijetnju bombom, o čemu su naširoko izvještavale švedske novine. Brodom upravljaju časnici i mornari Švedske mornarice, kao i osoblje iz Nacionalne obrambene radio ustanove (FRA). Orion dijeli dizajn trupa s brodom Fiskeriverkets Argos, službenim brodom za kontrolu ribolova.

## Zamjena
Dana 22. travnja 2010. švedska vlada odobrila je kupnju novog broda koji će zamijeniti HSwMS Orion budući da više ne zadovoljava trenutna pravila sigurnosti na moru.
17. travnja 2017. naručen je novi obavještajni brod, HSwMS Artemis, iz Saab grupe. Novi brod trebao bi biti pušten u službu do 2020. godine i imati deplasman od 2200 tona. Gradnja je započela 1. ožujka 2018. u poljskom brodogradilištu Nauta koje je Švedska odabrala za gradnju novog broda.